# Mattias Lindahl
Mattias Lindahl, född 1971, är professor i produktrelaterat miljöarbete på avdelningen för Industriell miljöteknik, vid Linköpings universitet. Lindahl undervisar och forskar inom Cirkulär ekonomi, Miljöanpassad produktutveckling (Ecodesign) och Funktionsförsäljning (Product Service Systems). Kopplat till dessa tre områden bedriver han även forskning rörande deras legala, miljömässiga och ekonomiska aspekter. Forskningen bedrivs i nära samverkan med små till stora företag. Lindahl är programchef för ett åttaårigt forskningsprogram (2015-2023), Mistra REES]– Resource-Efficient and Effective Solutions based on circular economy thinking med en budget om 160 miljoner kronor.
Han disputerade 2005 med avhandlingen ”Engineering Designers' Requirements on Design for Environment Methods and Tools” .
Under perioden 2018-2021 var han ledamot av upphandlingsmyndighetens insynsråd.
Lindahl är associate editor för Journal of Cleaner Production. Lindahl är även aktiv inom internationellt standardiseringsarbete kopplat till ISO och IEC. Han har varit och är med och utvecklar standarder kopplat till miljöanpassad produktutveckling (ISO 14006:2020 – Environmental management systems – Guidelines for incorporating eco-design – standard, IEC 62430:2020 “Environmentally Conscious Design – Principles, requirements and guidance”) och cirkulär ekonomi (ISO/TC 323 – kommande seriestandarder). Hans arbete är citerat i världens första standard för cirkulär ekonomi (BS 8001:2017). Lindahl har även varit styrelseledamot i SIS styrelse och delegat i regeringsorganet Delegationen för cirkulär ekonomi.